# Sándor János (rendező)
Sándor János (Budapest, 1937. március 21. –) kétszeres Jászai Mari-díjas magyar színházi rendező, érdemes művész, színháztörténeti szakíró, egyetemi oktató, a Szegedi Nemzeti Színház örökös tagja.

## Életpályája
Sándor János magánhivatalnok és Frumen Róza gyermekeként született. Főiskolai tanulmányait a Színház- és Filmművészeti Főiskolán végezte 1958–1963 között.
1963–1964 között Kaposvárott, 1964-től 1966-ig pedig Szegeden dolgozott rendezőként. 1966–1969 között a kaposvári, 1969–1972 között a békéscsabai, 1972-től 1975-ig a szegedi, 1975–1979 között pedig a debreceni színház főrendezője volt. 1979–1982 között a kecskeméti színház rendezője volt. 1982-től 1988-ig a Szegedi Nemzeti Színház tagozatvezető főrendezője, 1988-tól rendezője. Litvániában, Grúziában, Jugoszláviában, Romániában és Franciaországban is rendezett. Színháztörténészként több könyv és különböző folyóiratokban mintegy kétszáz szakcikk szerzője.

## Magánélete
1967-ben feleségül vette Baráth Ibolyát. Két gyermekük született; Emese (1968) és Attila (1973). Három unokája Gyula (1988), Eszter (1990) és András (2003). Dédunokái Olívia (2020) és Levente (2022).

## Rendezései
- Puccini: Angelica nővér (1965)
- Farkas Ferenc: Bűvös szekrény (1966)
- Görgey Gábor: Rokokó háború (1967)
- Raffai Sarolta: Diplomások (1969)
- William Shakespeare: II. Richárd (1971); IV. Henrik (1972); V. Henrik (1973); VI. Henrik (1974); Hamlet (1978); Sok hűhó semmiért
- Görgey Gábor–Vörösmarty Mihály: Handa basa avagy a fátyol titkai (1973)
- Dürrenmatt: Angyal szállt le Babilonba (1973); A nagy Romulus (1992)
- Witkiewicz: Anya (1975); Az őrült és az apáca (1987); Hőbörgő Mátyás János Károly (1990)
- Mozart: Varázsfuvola (1976); Cosí fan tutte (1991)
- Száraz György: Az élet vize (1977)
- Ryszard Latko: Édesapám, édesapám, kibújt ám a szög a zsákból (1980)
- Ördögh Szilveszter: Kapuk Thébában (1981)
- Fejes Endre: Jó estét nyár, jó estét szerelem (1983); Rozsdatemető
- Dumas–Sartre: Kean, a színész (1984); London királya
- Leonard Bernstein: West Side Story (1984)
- Vámos Miklós: Világszezon (1986)
- Jerry Bock–Joseph Stein: Hegedűs a háztetőn (1986)
- Galt MacDermot–James Rado–Gerome Ragni: Hair (1986)
- Andrew Lloyd Webber: Jézus Krisztus szupersztár (1987)
- Rossini: Egy olasz nő Algírban (1992)
- Illyés Gyula: Tűvétevők (1992), Kegyenc
- John Kander–Fred Ebb: Chicago (1995)
- de Falla: La vida breve (1995)
- Gyurkovics Tibor: Háború hármasban (2000)
- Győrei Zsolt–Schlachtovszky Csaba: Bolygó király (2001)
- Jékely Zoltán: Az aranyszőrű bárány (2009)
- Weöres Sándor: Csalóka Péter (2010)
- Görgey Gábor: Mikszáth különös házassága (2010)
- Hermann Broch: Zerline, a szobalány története (2012)
- Hubay Miklós: Ők tudják, mi a szerelem; Antipygmalion (2014)
- Csukás István–Nagy Imre: Szökevény csillagok (2014)
- Lehár Ferenc: Luxemburg grófja (2015)
- Donizetti: Don Pasquale (2017)

## Díjai, elismerései
- Somogy megyei művészeti díj (1967)
- Jászai Mari-díj (1972, 1980)
- Juhász Gyula-díj (1972)
- Érdemes művész (1987)
- A Gyulai Várszínházért-díj (1992)
- Szeged Város Alkotói Díja (1993)
- Szegedért Emlékérem (1997)
- Dömötör Életműdíj (2003)

## Publikációk
Szerzője
- 1995. Az elfeledett színigazgató. Szegedi Arcélek Szeged sorozat 4. kötete, Szeged, Somogyi Könyvtár, p. 261. ISBN 963-7581-87-1
- 1997. Igaz mesék a Szegedi Színházról. Szeged-könyvek 3. kötete, Szeged, Somogyi Könyvtár, p. 335. ISBN 963-7581-98-7
- 1998. Százados színházkrónika – Szegedi színházi és színészeti kataszter. Szeged, Ariadne Press, p. 358. ISBN 963-8588-71-3
- 2003. A szegedi színjátszás krónikája – A kőszínház és társulatainak története 1883-1944. Szeged, Bába Kiadó, p. 620. ISBN 963-9347-80-9
- Elektronikusan elérhető:
- 2004. Mindhalálig Színház – Vitéz Bánki Róbert rehabilitációja. Szeged, Bába Kiadó, p. 187. ISBN 963-951-173-0
- 2007. A szegedi színjátszás krónikája – Theszpisz szekerén 1800-1883. Szeged, Bába és Társai, p. 607. ISBN 978-963-9717-45-9
- Zengerájtól a kabaréig. A szegedi kabaré kalandos története, 1881-1931; Bába, Szeged, 2010 ISBN 978-963-9881-86-0
- Thália örökös jegyese, Juhász Gyula; Bába, Szeged, 2012

Társszerzője
- 2008. Szeged Szívében – Százhuszonöt éves a város színháza 1883-2008. Szeged, Bába és Társai, p. 239. Színház Születik pp. 9–15; Az első hatvan év pp. 17–51; 125 év – 125 portré pp. 142–172; Visszfény pp. 218–237. ISBN 978-963-06-5953-6

További megjelenések
- 1996. Az elfeledett színidirektor – Száznegyven éve született Makó Lajos. In: A Dugonics Társaság évkönyve 1993-1995. Szeged, Dugonics társaság. pp. 79–88. ISBN 963-04-2608-0
- 1998. Kell-e a színházban rendező.A Dugonics Társaság évkönyve 1995-1997. Szeged, Dugonics társaság.
- 2001. Hány öl a színészek világa? In: Gyurkovics Hetven, Budapest, Kairosz Könyvkiadó. pp. 201–208. ISBN 963-9302-99-6
- 2002. A Budai Karmelita Klastromtól a szegedi Szent György Templomig. In: A Dugonics Társaság évkönyve 1997-2001. Szeged, Dugonics társaság. pp. 175–179. ISBN 963-04-2608-0
- 2007. "Magyarnak lenni: tudod mit jelent?" In: Erkölcs és Művészet törvényhozója – Kodály Zoltán és Szeged. Bába és Társai, pp. 94–97. ISBN 978-963-9717-79-4
- 2007. Az Új Nemzeti Játszó Társaság Szegeden. In: Hatvan – Tandi Lajos köszöntése, Szeged, Bába és Társai, pp. 270–279. ISBN 978-963-9717-30-5